# Gruppo Sportivo M.A.T.E.R. 1940-1941
Questa voce raccoglie le informazioni riguardanti il Gruppo Sportivo Motori Alimentatori Trasformatori Elettrici Roma nelle competizioni ufficiali della stagione 1940-1941.

## Rosa
| N. |                   | Ruolo | Calciatore               |
| -- | ----------------- | ----- | ------------------------ |
|    | Italia (bandiera) | P     | Giovanni Zenaro          |
|    | Italia (bandiera) | P     | Aurelio Rossi            |
|    | Italia (bandiera) | D     | Fulvio Bernardini        |
|    | Italia (bandiera) | D     | Vittorio Testa           |
|    | Italia (bandiera) | D     | Luigi Ziroli             |
|    | Italia (bandiera) | D     | Cesare Augusto Fasanelli |
|    | Italia (bandiera) | C     | Sandro Andreini          |
|    | Italia (bandiera) | C     | Giancarlo Bossi          |
|    | Italia (bandiera) | C     | Nazzareno Celestini      |
|    | Italia (bandiera) | C     | Aldo Giannini            |
|    | Italia (bandiera) | C     | Giuseppe Scategni        |

| N. |                   | Ruolo | Calciatore         |
| -- | ----------------- | ----- | ------------------ |
|    | Italia (bandiera) | C     | Goffredo Napoli    |
|    | Italia (bandiera) | C     | Nicola Pieri       |
|    | Italia (bandiera) | A     | Dandolo Flumini    |
|    | Italia (bandiera) | A     | Attilio Giovannini |
|    | Italia (bandiera) | A     | Luciano Rossi Levi |
|    | Italia (bandiera) | A     | Attilio Giovannini |
|    | Italia (bandiera) | A     | Luciano Rossi Levi |
|    | Italia (bandiera) | A     | Giulio Liberati    |
|    | Italia (bandiera) | A     | Vincenzo Schiavoni |

## Risultati

### Serie C

#### Girone G

##### Girone di andata
| 20 ottobre 1940 1ª giornata |  | – Turno di riposo |  |  |

| L'Aquila 27 ottobre 1940 2ª giornata | Aquila | 0 – 1 | MATER |  |

| Arbitro: | Verrocchia |

|                           |           |  |
| Levi 17’, 82’ Flumini 54’ | Marcatori |  |

| Arbitro: | Scotti (Taranto) |

|             |           |         |
| Trotter 33’ | Marcatori | 3’ Levi |

| Arbitro: | Costantini |

|            |           |  |
| Pisani 72’ | Marcatori |  |

| Arbitro: | Fois (Roma) |

|  |           |            |
|  | Marcatori | 2’ Flumini |

| Roma 8 dicembre 1940 7ª giornata | MATER    | 0 – 0 referto | Savoia | Motovelodromo Appio\| Arbitro: \| Martelli \| |
| Arbitro:                         | Martelli |               |        |                                               |

| Arbitro: | Bianchi |

|                        |           |                                 |
| Gobbi 31’ Mazzetti 73’ | Marcatori | 2’ (aut.) Negroni 55’, 61’ Levi |

| Arbitro: | Massironi |

|                                          |           |                       |
| Levi 3’ Ziroli 31’ (rig.) Provenzali 60’ | Marcatori | 4’ Bizzarro 44’ Sosti |

| Arbitro: | Pera |

|               |           |                    |
| Giacomini 19’ | Marcatori | 18’, 30’, 75’ Levi |

| Arbitro: | Calvari |

|                      |           |          |
| Flumini 18’ Levi 31’ | Marcatori | 8’ Volpe |

| Arbitro: | Scotto (Savona) |

|                            |           |                            |
| Pisani 24’, 59’ Panico 79’ | Marcatori | 25’ Sabbioni 52’ Margiotta |

| Roma 19 gennaio 1941 13ª giornata | MATER | 3 – 2 | Civitavecchiese | Motovelodromo Appio |

| Arbitro: | Ercole |

|                                                           |           |                  |
| Flumini 25’, 57’ Levi 35’ Urilli 71’ Fasanelli 77’ (rig.) | Marcatori | 34’ (rig.) Lenzi |

| Arbitro: | Pera |

|           |           |            |
| Ragni 19’ | Marcatori | 4’ Flumini |

##### Girone di ritorno
| 23 febbraio 1941 16ª giornata |  | – Turno di riposo |  |  |

| Arbitro: | Scotti (Taranto) |

|                             |           |                            |
| Pisani 35’ Flumini 48’, 67’ | Marcatori | 23’ Valletta 78’ Romagnoli |

| 9 marzo 1941 18ª giornata | Sora | – n.d. | MATER |  |

| Arbitro: | Saracini (Ancona) |

|             |           |           |
| Flumini 86’ | Marcatori | 8’ Valese |

| Arbitro: | Pera |

|           |           |  |
| Cioni 50’ | Marcatori |  |

| Arbitro: | Niccolini |

|             |           |                                    |
| Flumini 31’ | Marcatori | 63’ Testoni 74’ Sciamanna 82’ Sala |

| Arbitro: | Scotti (Taranto) |

|                 |           |          |
| Albergatore 23’ | Marcatori | 70’ Levi |

| Roma 13 aprile 1941 23ª giornata | MATER | 0 – 0 referto | Perugia | Motovelodromo Appio\| Arbitro: \| Pera \| |
| Arbitro:                         | Pera  |               |         |                                           |

| Arbitro: | Colla |

|                              |           |                              |
| Bizzarro Sesti 64’ Paone 75’ | Marcatori | 36’ Pieri 47’ Flumini Pisani |

| Arbitro: | Verrocchio |

|                                      |           |                        |
| Pisani 2’, 16’, 37’ Flumini 58’, 71’ | Marcatori | Giacomini 68’ Colareti |

| Cava de' Tirreni 4 maggio 1941 26ª giornata | Cavese | 2 – 3 | MATER |  |

| Arbitro: | Caraglio |

|                                                                                          |           |  |
| Levi 1’ Pisani 10’, 49’ Flumini 17’, 29’, 55’, 75’ Bernardini 26’ Gennatiempo 77’ (aut.) | Marcatori |  |

| Arbitro: | Martelli |

|  |           |                                                      |
|  | Marcatori | 20’, 45+2’ Levi 60’ Flumini 68’ Pisani 84’ Fasanelli |

| Arbitro: | Altomare |

|  |           |                               |
|  | Marcatori | 34’, 65’ Flumini 47’ Battioni |

| Arbitro: | Bertone |

|                                                                |           |                                 |
| Bernardini 8’, 14’ Flumini 33’ Pisani 34’ Celestini 52’ (rig.) | Marcatori | 63’ (rig.) Bigon 81’, 84’ Ragni |

### Coppa Italia
| Arbitro: | Bianchi |

|                               |           |  |
| Levi 15’ Fasanelli 38’ (rig.) | Marcatori |  |

| Arbitro: | Catalucci |

|                                                   |           |          |
| Ponzinibio 3’ Varoli 13’ Gobbi 24’ Ricci 45’, 74’ | Marcatori | 82’ Levi |